# Особо тяжкие преступления (фильм)
«Особо тяжкие преступления» (англ. High Crimes) — фильм 2002 года, основанный на романе Джозефа Файндера. Режиссёр Карл Франклин.

## Сюжет
Успешный адвокат Клэр Кубик (Эшли Джадд) живёт со своим мужем Томом (Джеймс Кэвизел). После неудавшейся попытки грабежа их дома ФБР арестовывает её мужа. Его под прежним именем Рональда Чапмэна обвиняют в убийстве гражданских сальвадорцев в 1988 году. Чапмэн служил в морской пехоте США и был в бегах в течение двенадцати лет.
Том признает свою причастность к операции, которая привела к убийствам гражданских жителей, в которых его обвиняют. Однако он утверждает, что невиновен, и был сделан козлом отпущения, потому что только он мог опознать тех, кто действительно совершил убийства.
Клэр готова защищать её мужа в военном суде. Ей помогает Чарли Граймс (Морган Фримен), бывший военный адвокат, имеющий недовольство против военного руководства. Случайно они начинают раскрывать прикрытие, сделанное одним из офицеров самого высокого ранга. Ключевые свидетели умерли. А карьера Клэр и её жизнь находятся в опасности.

## В ролях
| Актёр                | Роль                           |
| -------------------- | ------------------------------ |
| Эшли Джадд           | Клэр Кубик                     |
| Морган Фримен        | Чарли Граймс                   |
| Джеймс Кэвизел       | Том Кубик / Рон Чапмен         |
| Адам Скотт           | старший лейтенант Теренс Эмбри |
| Аманда Пит           | Джеки Гримальди                |
| Брюс Дэвисон         | бригадный генерал Билл Маркс   |
| Том Бауэр            | специальный агент ФБР Маллинз  |
| Хуан Карлос Эрнандес | майор Джеймс Эрнандес          |
| Майкл Гэстон         | майор Уолдрон                  |
| Джуд Чикколелла      | полковник Фаррел               |
| Эмилио Ривера        | сальвадорец                    |
| Майкл Шеннон         | Трой Эбботт                    |
| Джон Биллингсли      | тренер по детектору лжи        |
| Дендри Тэйлор        | Лола                           |
| Пола Джей Паркер     | Грейси                         |

## Отзывы
Рейтинг Rotten Tomatoes составил 31% на основе 133 обзоров, в то время как Metacritic сообщил, что фильм получил средний балл 48 из 100 на основе 33 обзоров.
А.О Скотт из The New York Times считает, что Эшли Джадд и Морган Фримен «заставляют запутанное жанровое упражнение казаться намного лучше, чем оно есть на самом деле. Мисс Джадд, всегда живая и привлекательная, способна прекрасно играть, когда приходит настроение и мистер Фримен снова показывает, что не способен плохо сыграть.» Он добавил, что режиссура Карла Франклина «далеко не ужасна, но она кажется на редкость скучной, представляет собой шквал быстрых пояснительных сцен и завязок из фильма-саспенса». Он почувствовал, что поворот сюжета «делает все, что было раньше, совершенно бессмысленным», и заключил: «Если вы это поймете, пожалуйста, дайте мне знать. Если подумать, не надо, но, пожалуйста, черкните пару строк людям из 20th Century Fox, поскольку я уверен, что они так же сбиты с толку, как и все мы».
Роджер Эберт из Chicago Sun-Times оценил фильм на три звезды из четырех и прокомментировал: «Мне нравится, как режиссер Карл Франклин и сценаристы Юрий Зельцер и Кэри Бикли ... противостоят середине, так что у зрителей есть множество доказательств чтобы поверить в две полностью противоречащие друг другу теории о том, что на самом деле произошло ... "Особо тяжкие преступления" работают, чтобы удерживать нас вовлечёнными и заставлять нас заботиться. Франклин раскрывает различные версии давней резни в воспоминаниях, которые показывают, как один ракурс камеры может опровергнуть то, что другой ракурс вроде доказывает. И если ближе к концу мы чувствуем себя немного разбитыми сюжетными манипуляциями, что ж, это то, что обещает фильм, и это то, что он дает».
Мик ЛаСалль из San Francisco Chronicle сказал, что фильм «имеет некоторые недостатки, но ему удаётся держать зрителей либо злыми, либо нервными от начала до конца ... Драматическая направленность «Особо тяжких преступлений» становится немного размытой в последние полчаса — это начинает казаться, что некоторые сцены переигрываются. Тем не менее, сцены никогда не бывают скучными, и фильм восстанавливается к большому финалу. Не хватает только одного, не большого, но достаточно важного, чтобы упомянуть. Мы постоянно слышим о том, что Клэр и Граймс — отличные юристы, но здесь нет отличной сцены в зале суда. В этом «Особые преступления» слишком похожи на реальную жизнь. Это дает нам суд без фейерверков в зале суда».
Майкл О'Салливан из Вашингтон пост сказал, что фильм «утоляет голод по основам: достойная загадка, которую можно разжевать, немного сочного напряжения, возможно, поворот сюжета в качестве гарнира. все равно идет хорошо. Мел, что до актерского состава режиссер может достаточно доверять, чтобы отойти в сторону и позволить делать свою работу ... И да, есть неожиданный финал, но не обманывайте себя, что вы не Удивительно? Может быть, нет. Удовлетворительно? Вполовину меньше, чем смотреть на Фримена и Джадд, двух неотразимых исполнителей, которые, кажется, наслаждаются обществом друг друга почти так же, как и мы».
Роберт Келер из Variety назвал фильм «совершенно обычным», а игру Эшли Джадд «настолько решительно лишенной юмора и деловой, что грубая ласковая теплота Фримена становится вдвойне ценной, хотя и далеко не настолько, чтобы придать этому общему проекту какой-то особый характер. Больше всего разочаровывает то, как режиссер Карл Франклин , когда-то известный своим напряженным повествованием и непредсказуемыми персонажами, здесь выполняет свою задачу с видимым отсутствием вдохновения ... Команда сценаристов в составе Юрия Зельцера и Кэри Бикли значительно подправила роман Джозефа Финдера ... Изменения персонажей, уточнения, перестановки а подмены сюжета создают кроличью нору, полную дыр в почти смехотворно сложном сюжете. К тому времени, когда исчерпывающе появляется третий акт, вряд ли удивительно, что некоторые главные персонажи понятия не имеют, где находятся другие главные персонажи или что они делают."

## Дополнительная информация
- «Особо тяжкие преступления» — вторая совместная работа Моргана Фримена и Эшли Джадд. До этого они работали над фильмом «Целуя девушек» (1997).
- Морган Фримен номинировался на «Image Award» за исполнение роли Чарли Граймса
- Фильм получил рейтинг PG-13 по системе MPAA.